# Jan Stráský
Jan Stráský (Plzeň, 24 dicembre 1940 – Praga, 6 novembre 2019) è stato un politico cecoslovacco, dal 1993 ceco.

## Biografia
Dopo aver studiato filosofia ed economia all'Università Carolina di Praga, ha lavorato presso la Banca Centrale cecoslovacca. Nel 1991, dopo la rivoluzione di velluto, ha aderito al Partito Democratico Civico.
È stato l'ultimo primo ministro della Cecoslovacchia dal 2 luglio al 31 dicembre 1992 e, dopo le dimissioni di Václav Havel, è stato l'ultimo presidente della Cecoslovacchia ad interim dal 20 luglio al 31 dicembre 1992, giorno della dissoluzione della Cecoslovacchia.
Dopo la nascita della Repubblica Ceca è stato eletto nel Parlamento ceco ed ha ricoperto vari incarichi di governo: ministro dei trasporti (1993-1995) e ministro della salute (1995-1996).
Muore il 6 novembre 2019 nella capitale ceca all'età di 78 anni.